# 宮崎純
宮崎 純（みやざき じゅん、1969年8月 - ）は、日本の情報工学者。東京工業大学情報理工学院情報工学系教授。

## 概要
大阪府出身。1988年3月に大阪府立三国丘高等学校を卒業後、東京工業大学工学部情報工学科に進学。1992年に大学を卒業後、北陸先端科学技術大学院大学情報科学研究科に進学。1997年に博士後期課程を修了し、北陸先端科学技術大学院大学情報科学研究科の助手に就任。2000年1月にテキサス大学アーリントン校計算機理工学科ITLab.客員研究員となり、2003年に奈良先端科学技術大学院大学情報科学研究科助教授となり、2007年4月より准教授に着任。2007年に京都大学大学院情報学研究科連携准教授を務め、2013年8月に東京工業大学大学院情報理工学研究科計算工学専攻教授となる。2016年4月より、改組による所属変更により東京工業大学情報理工学院情報工学系教授に就任。 

## 経歴
- 1997年4月-2003年3月　北陸先端科学技術大学院大学情報科学研究科助手
- 2000年1月-2001年1月　テキサス大学計算機理工学科客員研究員
- 2003年4月-2007年3月　奈良先端科学技術大学院大学情報科学研究科助教授
- 2003年10月-2007年3月　科学技術振興機構さきがけ研究員
- 2007年3月-2013年7月　奈良先端科学技術大学院大学情報科学研究科准教授
- 2013年8月-2016年3月　東京工業大学大学院情報理工学研究科教授
- 2016年4月-現在　東京工業大学情報理工学院教授

出典：

## 所属学会
- ACM
- IEEE
- 電子情報通信学会
- 情報処理学会
- 日本データベース学会
- ACM SIGMOD日本支部
- ヒューマンインタフェース学会

## 著書
- トランザクション処理～概念と技法～　日経BP社　2001年

## 受賞
- 1997年　電子情報通信学会 データ工学ワークショップ論文賞
- 2002年　武田研究奨励賞 最優秀研究賞
- 2002年　The Takeda Techno-Entrepreneurship Award
- 2010年6月　情報・システムソサエティ 査読功労賞 電子情報通信学会
- 2011年3月　ヒューマンインタフェース学会 研究会賞
- 2013年9月　日本バーチャルリアリティ学会SIG-MR賞
- 2017年6月　第9回データ工学と情報マネジメントに関するフォーラム 優秀論文賞

出典：